# Walter Linck

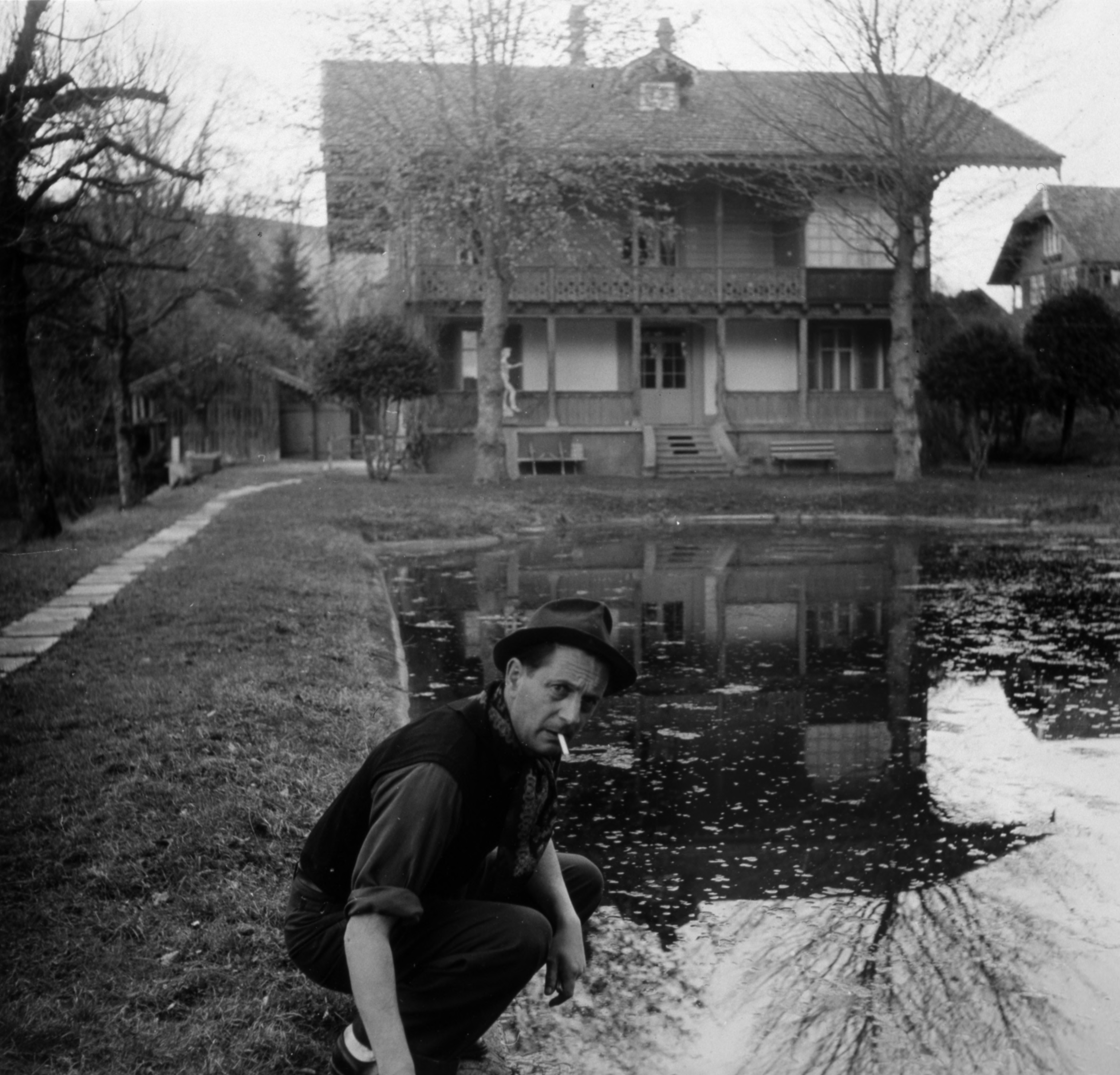
Walter Linck (1949)

Walter Linck (* 5. Februar 1903 in Bern, Schweiz; † 3. Januar 1975 in Reichenbach, Zollikofen bei Bern) war ein Schweizer Bildhauer.

## Leben und Werk

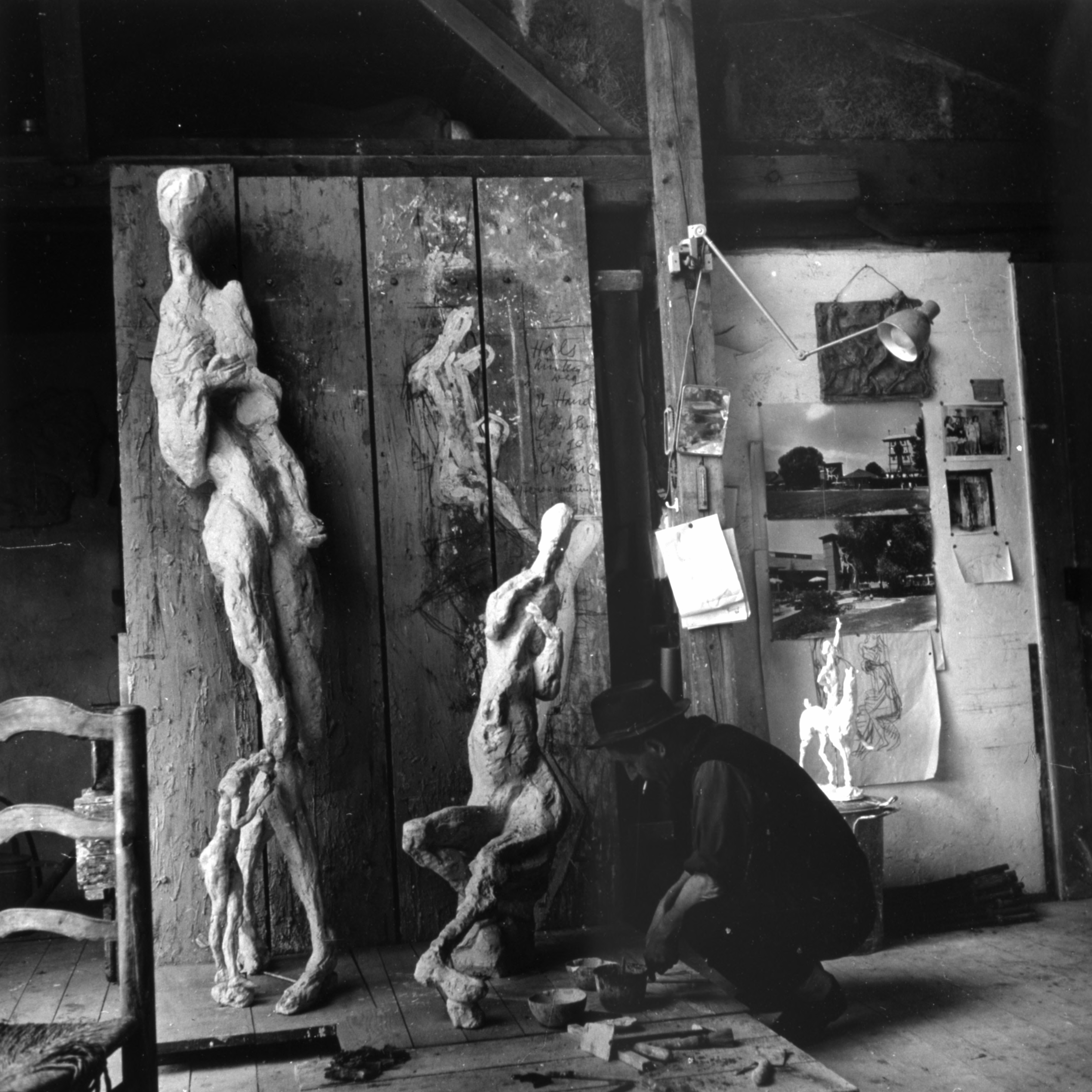
Walter Linck
Foto Emmy Andriesse

Walter Linck war Sohn des Kunstmalers Ernst Linck. Von 1916 bis 1920 erhielt Linck seine Ausbildung an der Gewerbeschule in Bern und an der Kunstgewerbeschule Zürich in der dortigen Fachklasse für Metallarbeiten. Von 1921 bis 1926 studierte er an der Hochschule für bildende Künste in Berlin in der Klasse für Bildhauerei und Plastiker. Im Jahr 1927 heiratete er Margrit Daepp. Walter und Margrit Linck zogen 1928 nach Paris. Er verdiente dort bis 1932 als Figuren- und Porträtplastiker den Lebensunterhalt. Von 1932 bis 1939 wohnte und arbeitete er dann abwechselnd in Paris und Bern. 
Seit 1935 ziert die Figur eines heimkehrenden Reisläufers mit steigendem Bärlein den Bärenplatzbrunnen in Bern und ab 1939 die vier Porträtskulpturen von Präsidenten des Schweizerischen Schützenvereins die Fassade des Schweizerischen Schützenmuseums. 1943 zerstörte Linck fast sein ganzes damaliges Werk und begann nur noch den Werkstoff Metall zu verwenden. Er schuf ab diesem Zeitpunkt abstrakte filigrane und bewegliche Drahtskulpturen und Konstruktionen aus elastischen Stahlbändern. In den 1960er und 1970er Jahren schuf er zahlreiche grossformatige Stahlplastiken.
Von 1956 bis 1957 war Linck Professor an der Werkakademie in Kassel. 1959 war er Teilnehmer der documenta 2 in Kassel in der Abteilung Plastik.